# 더픈왈 1세 헨
더픈왈 1세 헨(웨일스어: Dyfnwal I Hen) 또는 둠나괄 1세 헨(웨일스어: Dumnagual I Hen)은 6세기 초 알트클리트의 국왕이다. 그 생애에 관해 알려진 바는 거의 없으나, 헨 오글레드의 여러 왕가의 중요한 조상으로 비정된다. 마찬가지로 정체는 불분명한데 족보상 중요한 북브리튼인 군주로 코엘 헨이 있다.
할리의 족보서에 따르면 더픈왈은 케레틱 굴레틱의 아들 커누이드의 아들이다. 같은 출전에서 더픈왈에게 세 명의 아들이 있었다고 하는데, 세 아들이 각각 하나씩 왕가를 이루었다. 첫째 클러녹은 더픈왈을 계승하여 알트클리트 국왕이 되었고, 구이드노는 나중 왕 네이손을 낳았으며, 마지막으로 컨펠런(Cynfleyn)은 에이던(오늘날의 에든버러)의 왕이 되었다.:5
「북방인의 가계」에서는 이것과 좀 다른 족보를 전하고 있다.:256-257 여기서는 더픈왈은 이드너우에드(Idnyued)의 아들이고, 막센 울레딕의 손자다. 후손 쪽을 보자면, 더픈왈을 후대의 알트클리트 국왕 러데르흐 1세 하엘의 증조부로 놓고 있다는 점은 「북방인의 가계」와 할리의 족보서가 같지만, 그 외의 부분은 매우 다르다. 「북방인의 가계」에서는 구이드노를 더픈왈의 아들이 아닌 증손자로 놓고 있으며, 이 구이드노의 정체가 탈리에신의 양부 구이드노 가란히르라고 비정하고 있다. 그리고 매우 복잡한 추적 끝에 더픈왈은 6세기의 달 리어타 국왕 아단 막 가브란의 조상이 된다.